# Annona hayesii
Annona hayesii este o specie de plante angiosperme din genul Annona, familia Annonaceae, descrisă de William Edwin `Ned' Safford și Paul Carpenter Standley. Conform Catalogue of Life specia Annona hayesii nu are subspecii cunoscute.